# Ештон Кутчер
Крі́стофер Е́штон Кутчер (англ. Christopher Ashton Kutcher, МФА [ˈkʊtʃər]; нар. 7 лютого 1978, Сідар-Рапідс, Айова, США) — американський актор, ведучий та продюсер.

## Біографія
Кутчер народився в місті Сідар-Рапідс (штат Айова) в сім'ї Ларрі Кутчера (працівника заводу з виробництва харчових продуктів «General Mills») та Даян Фіннеґан (англ. Finnegan), що працювала у «Procter & Gamble».
Батько має чеське, а мати — чесько-німецько-ірландське походження. Хлопчика виховали у консервативній сім'ї, що сповідувала католицизм. У Кутчера є старша сестра Тауша, а також брат-близнюк Майкл, який пережив операцію з трансплантації серця ще в дитинстві.
Ештон навчався у школі Washington High в рідному місті, але потім його сім'я переїхала до міста Гомстед (англ. Homestead), де Кутчер навчався далі у Clear Creek Amana High. Тоді ж майбутній актор брав участь у шкільних виставах.
Як зізнався Ештон, стан брата, що страждав від кардіоміопатії, дуже пригнічував його:

Я не хотів вертатися додому, де щохвилини міг дізнатися, що брату погіршало… намагався робити будь-що, аби не думати про Майкову хворобу.
Оригінальний текст (англ.)
I didn't want to come home and find more bad news about my brother... kept myself so busy that I didn't allow myself to feel.

Згодом актор відверто сказав, що бажав накласти на себе руки: у 13 років він хотів стрибнути з балкона міської лікарні — тоді йому завадив батько. Його батьки розлучились, коли хлопчику було 16. Навчаючись у випускному класі, Ештон уночі збирався пограбувати свою школу, проте його заскочили на гарячому і засудили до 180 годин виправних робіт і трьох років умовного позбавлення волі. Як каже актор, ця подія приголомшила його, втративши кохану дівчину та університетську стипендію — годі казати про знайомих і церкву, що картали докорами родину Кутчерів.
У вересні 1996 Ештон вступив до Університету штату Айови, закінчивши який, він мав стати інженером-біохіміком. Навчався старанно — мотивацією була потреба знайти ліки проти братової хвороби. Юнака вигнали з гуртожитку, за те, що повсякчас галасом дошкуляв своїм сусідам.
Якось Ештон сказав: «Я думав, що знав усе про життя, і гадки не маючи … Я розважався на вечірках, а прокидаючись уранці, не пам'ятав, що коїлося минулої ночі. Я просто пустився берега. Дивно, що я досі живий» (англ. I thought I knew everything but I didn't have a clue. I was partying, and I woke up many mornings not knowing what I had done the night before. I played way too hard. I am amazed I am not dead). Кутчер уступив до чоловічої громади «Delta Chi». Щоб заробити гроші, Кутчер улітку працював на заводі «General Mills», а також був за донора крові. Тоді ж, помітивши його, в одному із барів («The Airliner») Айова-Сіті аґент запропонував узяти участь у конкурсі моделей «Нові обличчя Айови» (англ. Fresh Faces Of Iowa). Посівши перше місце у конкурсі, Ештон покинув коледж і поїхав до Нью-Йорка на оглядини аґенції талантів «International Modeling & Talent Association» («IMTA»). Згодом повернувся додому Сідар-Рапідс, щоб остаточно переїхати до Лос-Анджелеса і бути зайнятим акторською кар'єрою.

## Особисте життя
Деякий час був у стосунках із Бріттані Мерфі.
2003 року Ештон зустрічався із актрисою Демі Мур — пара одружилась 24 вересня 2005 року. Різниця у віці між нареченими 15 років. Молодят повінчав священослужитель каббалістичної церкви на приватній церемонії, яку відвідали 150 гостей — родичі та близькі друзі, колишній чоловік Демі Брюс Уїлліс теж прийшов. У жовтні 2010 року в Ізраїлі пара зустрілася із главою церкви каббали — Егудою Берґом (англ. Yehuda Berg).
Кутчер інвестував кошти в італійський ресторан «Dolce»: є його співвласником разом із Денні Мастерсоном та Вілмером Вальдеррамою. Ештон також є власником оформленого в японському стилі ресторану «Geisha House» в Атланті та Лос-Анджелесі.
Актор є фанатом таких спортивних команд, як Iowa Hawkeyes, Chicago Bears та Chelsea F.C..
Як зізнався Кутчер, він прихильник держ-економіки, а також соціального лібералізму.
17 вересня 2008 йому надали почесну посаду помічника тренера футбольної команди школи «Harvard-Westlake» у Лос-Анджелесі, але через роботу у фільмі «Бабій» 2009 актор не зміг виконати покладених на нього обов'язків.
З 2012 року зустрічається з актрисою Мілою Куніс та чекає на дитину від неї. 1 жовтня 2014 року у зіркової пари народилася дочка Уайатт Ізабель. У березні 2015 року Міла Куніс розповіла, що офіційно вийшла заміж за Ештона Кутчера. 15 червня 2016 року стало відомо, що подружжя чекає появи своєї другої дитини. 30 листопада 2016 у них народився син Димитрій Портвуд Кутчер. 6 серпня 2017 року Міла Куніс та Ештон Кутчер з дочкою Уайатт Ізабель відвідали українські Чернівці — місто, в якому народилася і до семи років жила Міла.

## Ештон наTwitter
Твітер-акаунт Кучера один із найпопулярніших у світі: він першим з-поміж користувачів сервісу набрав 1 000 000 читачів (станом на 20.08.2011 їх більше 7 465 368). Його нікнейм «@aplusk» — означає Ashton plus (плюс) Kutcher.

## Фільмографія

### Актор
| Рік       |     | Українська назва                         | Оригінальна назва                | Роль                  |
| --------- | --- | ---------------------------------------- | -------------------------------- | --------------------- |
| 1998—2006 | с   | Шоу 70-х                                 | That '70s Show                   | Майкл Келсо           |
| 1999      | ф   | Скоро                                    | Coming Soon                      | Луї                   |
| 2000      | ф   | Тільки ти і я                            | Down to You                      | Джим Моррісон         |
| 2000      | ф   | Азартні ігри                             | Reindeer Games                   | студент               |
| 2000      | ф   | Чувак, де моя машина?                    | Dude, Where's My Car?            | Джессі Монтгомері III |
| 2001      | ф   | Техаські рейнджери                       | Texas Rangers                    | Джордж Дарем          |
| 2001      | с   | Журнал мод                               | Just Shoot Me!                   | Дін Кессіді           |
| 2002      | с   | Основа для життя                         | Grounded for Life                | кузен Скотт           |
| 2003      | ф   | Молодята                                 | Just Married                     | Том                   |
| 2003      | ф   | Донька мого боса                         | My Boss's Daughter               | Том Стенсфілд         |
| 2003      | ф   | Гуртом дешевше                           | Cheaper by the Dozen             | Генк                  |
| 2004      | ф   | Ефект метелика                           | The Butterfly Effect             | Еван Треборн          |
| 2005      | мс  | Робоцип                                  | Robot Chicken                    | різні ролі            |
| 2005      | ф   | Вгадай, хто                              | Guess Who                        | Саймон Ґрін           |
| 2005      | ф   | Більше, ніж кохання                      | A Lot Like Love                  | Олівер Мартін         |
| 2006      | ф   | Боббі                                    | Bobby                            | Фішер                 |
| 2006      | ф   | Рятівник                                 | The Guardian                     | Джейк Фішер           |
| 2006      | мф  | Сезон полювання                          | Open Season                      | Елліот                |
| 2006      | мф  | Буг і Елліот: Опівнічний булочний пробіг | Boog & Elliot's Midnight Bun Run | Елліот                |
| 2008      | с   | Міс Керована                             | Miss Guided                      | Бо                    |
| 2008      | ф   | Пригоди у Веґасі                         | What Happens in Vegas...         | Джек Фуллер           |
| 2009      | ф   | Бабій                                    | Spread                           | Ніккі                 |
| 2009      | ф   | Особисте                                 | Personal Effects                 | Волтер                |
| 2010      | ф   | День Святого Валентина                   | Valentine's Day                  | Рід Беннетт           |
| 2010      | ф   | Кілери                                   | Killers                          | Спенсер Еймс          |
| 2011      | ф   | Більше, ніж секс                         | No Strings Attached              | Адам                  |
| 2011      | ф   | Старий Новий рік                         | New Year's Eve                   | Ренді                 |
| 2011—2015 | с   | Два з половиною чоловіки                 | Two and a Half Men               | Волден Шмідт          |
| 2013      | с   | Чоловіки у справі                        | Men at Work                      | Ерік                  |
| 2013      | ф   | Джобс                                    | Jobs                             | Стів Джобс            |
| 2014      | ф   | Енні                                     | Annie                            | Саймон Гудспід        |
| 2014      | док | Людина, яка врятувала світ               | The Man Who Saved the World      | у ролі самого себе    |
| 2016—2020 | с   |                                          | The Ranch                        | Кольт Беннет          |
| 2022      | ф   |                                          | Vengeance                        | Квінтен Селлерс       |
| 2022      | с   | Хлопаки                                  | The Boys                         | у ролі самого себе    |
| 2023      | с   | Шоу 90-х                                 | That '90s Show                   | Майкл Келсо           |
| 2023      | ф   | До тебе чи до мене                       | Your Place or Mine               | Пітер                 |

### Продюсер, сценарист
| Рік       |     | Українська назва         | Оригінальна назва                       | Роль                                         |
| --------- | --- | ------------------------ | --------------------------------------- | -------------------------------------------- |
| 2003      | ф   | Донька мого боса         | My Boss's Daughter                      | співпродюсер                                 |
| 2003—2012 | с   | Підстава                 | Punk'd                                  | сценарист, виконавчий продюсер               |
| 2004      | с   | У вас є друзі            | You've Got a Friend                     | виконавчий продюсер                          |
| 2004      | ф   | Ефект метелика           | The Butterfly Effect                    | виконавчий продюсер                          |
| 2005—2008 | с   | Чікі і фріки             | Beauty and the Geek                     | виконавчий продюсер                          |
| 2007      | с   | Руйнівники весілля       | The Real Wedding Crashers               | виконавчий продюсер                          |
| 2007      | с   |                          | Adventures in Hollyhood                 | виконавчий продюсер                          |
| 2007      | с   | Кімната 401              | Room 401                                | виконавчий продюсер                          |
| 2008      | с   | Поп Фантастика           | Pop Fiction                             | виконавчий продюсер                          |
| 2008      | с   | Міс Керована             | Miss Guided                             | виконавчий продюсер                          |
| 2008      | с   | Не пропустіть можливість | Opportunity Knocks                      | виконавчий продюсер                          |
| 2009      | с   |                          | Game Show in My Head                    | виконавчий продюсер                          |
| 2009      | с   | Красиве життя            | The Beautiful Life: TBL                 | виконавчий продюсер, сценарист, співпродюсер |
| 2009—2010 | с   | Краса навиворіт          | True Beauty                             | виконавчий продюсер                          |
| 2009      | ф   | Бабій                    | Spread                                  | продюсер                                     |
| 2009      | тф  | Вибери мене              | Choose Me                               | виконавчий продюсер                          |
| 2010      | ф   | Кілери                   | Killers                                 | продюсер                                     |
| 2010      | с   |                          | Numbnuts                                | виконавчий продюсер                          |
| 2012      | с   |                          | Bklyn Flex                              | виконавчий продюсер                          |
| 2012      | с   |                          | Eric Finley: Comment Counselor          | виконавчий продюсер                          |
| 2012      | с   | Два з половиною чоловіки | Two and a Half Men                      | сценарист                                    |
| 2012—2013 | с   | Ритуали                  | Rituals                                 | виконавчий продюсер                          |
| 2013      | с   |                          | Forever Young                           | виконавчий продюсер                          |
| 2013      | док |                          | Patton Oswalt- to Be Loved & Understood | виконавчий продюсер                          |

## Нагороди
Kid's Choice Awards:
- 2004: Улюблений актор за фільми Молодята, Донька мого боса та Гуртом дешевше (номінація)
- 2005: Улюблений актор телебачення за шоу Заскочили та серіал Шоу 1970-х (номінація)
- 2007: найкращий голос у мультфільмі (номінація)
- 2004: Улюблений актор телебачення за шоу Заскочили та серіал Шоу 1970-х (виграв)

People's Choice Award:
- 2010: Улюблена інтернет-зірка (виграв)

Las Vegas Film Critics Society Award:
- 2000: Найкраще виконання чоловічої ролі актором-дебютантом у фільмі Де моя тачка, чувак? (номінація)

MTV Movie Awards:
- 2001: Роль-прорив у фільмі Де моя тачка, чувак? (номінація)

Teen Choice Awards:
- 2010: Найкраще виконання чоловічої ролі у фільмі День Святого Валентина (виграв)

Окрім того, Кутчер чотири рази (2003, 2004, 2005 та 2006 роках) одержав премію Teen Choice Awards. 2006 році спільно із трупою отримав нагороду Голівудського кінофестивалю за фільм «Боббі».

## Цікаві факти
- Через розбіжності в розкладі зйомок Ештон Кутчер поступився своєю роллю у фільмі «Таємничий ліс» актору Адріену Броді.
- Ештон Кутчер — один із персонажів, спародійованих у комедії США «Дуже епічне кіно».
- Ештон Кутчер завжди спить на лівому боці, бо з правого у нього печінка.

## Підтримка України
Ештон Кутчер разом із дружиною Мілою Куніс підтримали Україну у період війни, яку розв'язала РФ. Вони зібрали 35 мільйонів доларів та відправили їх на допомогу українським біженцям.